# Schilda (Brandeburgo)
Schilda es un municipio del distrito de Elba-Elster, en Brandeburgo (Alemania). Pertenece al Amt (Unión de municipios) de Elsterland.